# Liste der Auszeichnungen und Nominierungen von Mamamoo
Dies ist eine Liste der Auszeichnungen und Nominierungen der südkoreanischen Girlgroup Mamamoo, die 2014  von WA Entertainment (heute Rainbowbridge World) gegründet wurde.
Mamamoo erhielt bisher 140 Nominierungen und davon 39 Auszeichnungen. Außerdem konnte die Gruppe 42 Mal Platz 1 bei einer Musik-Show erreichen.

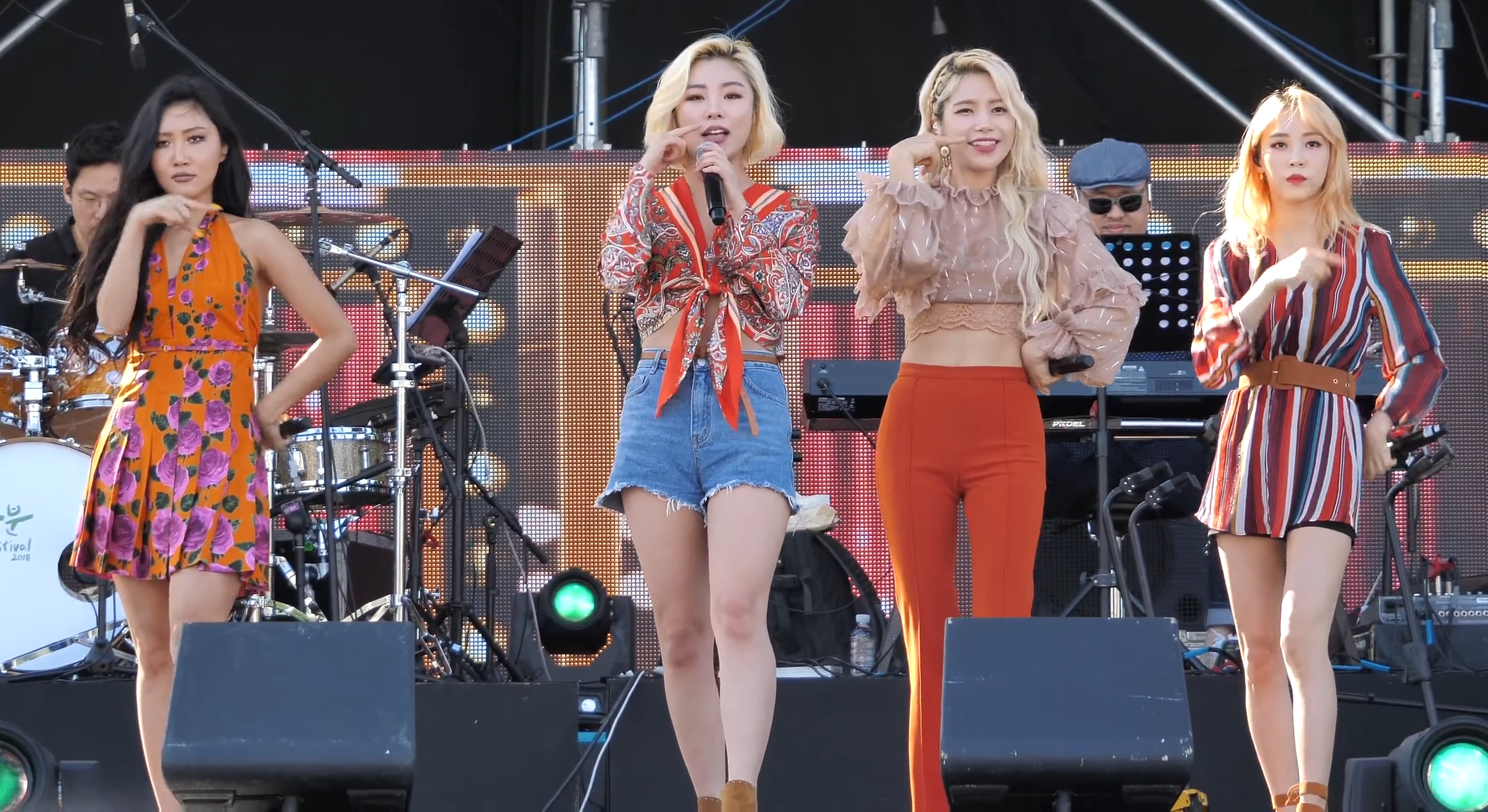
Mamamoo 2018

## Südkorea

### Asia Artist Awards
| Jahr | Kategorie              | Für     | Ergebnis  | Quelle |
| ---- | ---------------------- | ------- | --------- | ------ |
| 2016 | Popularity Award       | Mamamoo | Nominiert | [ 1 ]  |
| 2016 | Best Entertainer Award | Mamamoo | Gewonnen  | [ 2 ]  |
| 2017 | Popularity Award       | Mamamoo | Nominiert | [ 3 ]  |
| 2017 | Best Icon Award        | Mamamoo | Gewonnen  | [ 4 ]  |
| 2018 | Popularity Award       | Mamamoo | Nominiert | [ 5 ]  |
| 2018 | Artist of the Year     | Mamamoo | Gewonnen  | [ 6 ]  |
| 2018 | Best Music Award       | Mamamoo | Gewonnen  | [ 6 ]  |
| 2020 | Best Artist            | Mamamoo | Gewonnen  | [ 7 ]  |

### Gaon Chart Music Awards
| Jahr | Kategorie                   | Für                   | Ergebnis  | Quelle |
| ---- | --------------------------- | --------------------- | --------- | ------ |
| 2015 | New Artist of the Year      | Mamamoo               | Gewonnen  | [ 8 ]  |
| 2017 | Song of the Year (February) | You're the Best       | Gewonnen  | [ 9 ]  |
| 2017 | Song of the Year (February) | 1cm (Taller Than You) | Nominiert | [ 10 ] |
| 2017 | Song of the Year (November) | Décalcomanie          | Nominiert | [ 10 ] |
| 2018 | Song of the Year (June)     | Yes I am              | Nominiert | [ 11 ] |
| 2019 | Song of the Year – March    | Starry Night          | Nominiert | [ 12 ] |
| 2019 | Song of the Year – July     | Egotistic             | Nominiert | [ 12 ] |

### Golden Disc Awards
| Jahr | Kategorie                     | Für             | Ergebnis  | Quelle        |
| ---- | ----------------------------- | --------------- | --------- | ------------- |
| 2017 | Digital Daesang               | You’re the Best | Nominiert | [ 13 ]        |
| 2017 | Digital Bonsang               | You’re the Best | Gewonnen  | [ 14 ]        |
| 2017 | Popularity Award              | Mamamoo         | Nominiert | [ 13 ]        |
| 2017 | Asian Choice Popularity Award | Mamamoo         | Nominiert | [ 13 ]        |
| 2018 | Digital Bonsang               | Yes I Am        | Nominiert | [ 15 ]        |
| 2018 | Global Popularity Award       | Mamamoo         | Nominiert | [ 15 ]        |
| 2019 | Digital Bonsang               | Starry Night    | Nominiert | [ 16 ]        |
| 2019 | Digital Daesang               | Starry Night    | Gewonnen  | [ 17 ]        |
| 2020 | Digital Bonsang               | Gogobebe        | Nominiert | [ 18 ] [ 19 ] |
| 2020 | Popularity Award              | Mamamoo         | Nominiert | [ 18 ] [ 19 ] |
| 2020 | Best Group                    | Mamamoo         | Gewonnen  | [ 18 ] [ 19 ] |
| 2021 | Digital Bonsang               | Hip             | Gewonnen  | [ 20 ] [ 21 ] |
| 2021 | Album Bonsang                 | Travel          | Nominiert | [ 20 ] [ 21 ] |
| 2021 | Popularity Award              | Mamamoo         | Nominiert | [ 20 ] [ 21 ] |

### Korea Drama Awards
| Jahr | Kategorie      | Für        | Ergebnis  | Quelle |
| ---- | -------------- | ---------- | --------- | ------ |
| 2019 | Best OST Award | Search:WWW | Nominiert | [ 22 ] |

### Korea Popular Music Awards
| Jahr | Kategorie         | Für          | Ergebnis  | Quelle |
| ---- | ----------------- | ------------ | --------- | ------ |
|      | Bonsang           | Mamamoo      | Gewonnen  | [ 23 ] |
| 2018 | Best Artist       | Mamamoo      | Nominiert | [ 24 ] |
| 2018 | Best Digital Song | Starry Night | Nominiert | [ 24 ] |
| 2018 | Popularity Award  | Mamamoo      | Nominiert | [ 24 ] |

### M2 X Genie Music Awards
| Jahr | Kategorie        | Für     | Ergebnis  | Quelle |
| ---- | ---------------- | ------- | --------- | ------ |
| 2019 | The Female Group | Mamamoo | Nominiert | [ 25 ] |
| 2019 | The Vocal Artist | Mamamoo | Gewonnen  | [ 26 ] |

### MBC Plus X Genie Music Awards
| Jahr | Kategorie                     | Für          | Ergebnis  | Quelle |
| ---- | ----------------------------- | ------------ | --------- | ------ |
| 2018 | Best Female Group             | Mamamoo      | Nominiert | [ 27 ] |
| 2018 | Best Female Dance Performance | Starry Night | Nominiert | [ 27 ] |
| 2018 | Vocal Track (Female)          | Rainy Season | Nominiert | [ 27 ] |
| 2018 | Artist of the Year            | Mamamoo      | Nominiert | [ 27 ] |
| 2018 | Song of the Year              | Rainy Season | Nominiert | [ 27 ] |
| 2018 | Song of the Year              | Starry Night | Nominiert | [ 27 ] |
| 2018 | Genie Music Popularity Award  | Mamamoo      | Nominiert | [ 27 ] |

### Melon Music Awards
| Jahr | Kategorie                 | Für             | Ergebnis  | Quelle |
| ---- | ------------------------- | --------------- | --------- | ------ |
| 2014 | New Artist Award          | Mamamoo         | Nominiert |        |
| 2015 | Best Dance – Female       | Um Oh Ah Yeah   | Nominiert | [ 28 ] |
| 2016 | Top 10 Artists            | Mamamoo         | Gewonnen  | [ 29 ] |
| 2016 | Artist of the Year        | Mamamoo         | Nominiert | [ 30 ] |
| 2016 | Album of the Year         | Melting         | Nominiert | [ 30 ] |
| 2016 | Song of the Year          | You’re the Best | Nominiert | [ 30 ] |
| 2016 | Best Dance – Female       | You’re the Best | Nominiert | [ 30 ] |
| 2016 | Kakao Hot Star Award      | Mamamoo         | Nominiert | [ 30 ] |
| 2016 | Netizen Popularity Award  | Mamamoo         | Nominiert | [ 30 ] |
| 2017 | Top 10 Artists            | Mamamoo         | Nominiert | [ 31 ] |
| 2017 | Kakao Hot Star Award      | Mamamoo         | Nominiert | [ 31 ] |
| 2017 | Netizen Popularity Award  | Mamamoo         | Nominiert | [ 31 ] |
| 2017 | Best Dance – Female       | Yes I Am        | Nominiert | [ 31 ] |
| 2018 | Top 10 Artists            | Mamamoo         | Gewonnen  | [ 32 ] |
| 2018 | Artist of the Year        | Mamamoo         | Nominiert | [ 33 ] |
| 2018 | Album of the Year         | Yellow Flower   | Nominiert | [ 33 ] |
| 2018 | Song of the Year          | Starry Night    | Nominiert | [ 33 ] |
| 2018 | Best Dance – Female       | Starry Night    | Nominiert | [ 33 ] |
| 2018 | Netizen Popularity Award  | Mamamoo         | Nominiert | [ 33 ] |
| 2019 | Top 10 Artists            | Mamamoo         | Gewonnen  | [ 34 ] |
| 2019 | Netizen Popularity Award  | Mamamoo         | Nominiert | [ 34 ] |
| 2019 | Best Dance Track (Female) | Gogobebe        | Nominiert | [ 34 ] |

### Mnet Asian Music Awards
| Jahr | Kategorie                       | Für             | Ergebnis  | Quelle        |
| ---- | ------------------------------- | --------------- | --------- | ------------- |
| 2015 | Best Vocal Performance – Female | Um Oh Ah Yeah   | Nominiert | [ 35 ]        |
| 2015 | Song of the Year                | Um Oh Ah Yeah   | Nominiert | [ 35 ]        |
| 2016 | Best Female Group               | Mamamoo         | Nominiert | [ 36 ]        |
| 2016 | Artist of the Year              | Mamamoo         | Nominiert | [ 36 ]        |
| 2016 | Best Vocal Performance – Group  | You're the Best | Nominiert | [ 36 ]        |
| 2016 | Song of the Year                | You're the Best | Nominiert | [ 36 ]        |
| 2016 | Artist of the Year              | Mamamoo         | Nominiert | [ 36 ]        |
| 2017 | Best Vocal Performance – Group  | Yes I Am        | Nominiert | [ 37 ]        |
| 2017 | Song of the Year                | Yes I Am        | Nominiert | [ 37 ]        |
| 2017 | Artist of the Year              | Mamamoo         | Nominiert | [ 37 ]        |
| 2017 | Best Female Group               | Mamamoo         | Nominiert | [ 37 ]        |
| 2018 | Artist of the Year              | Mamamoo         | Nominiert | [ 38 ]        |
| 2018 | Best Female Group               | Mamamoo         | Nominiert | [ 38 ]        |
| 2018 | Worldwide Icon of the Year      | Mamamoo         | Nominiert | [ 38 ]        |
| 2018 | Global Top 10 Fan’s Choice      | Mamamoo         | Gewonnen  | [ 39 ]        |
| 2018 | Favorite Vocal Artist           | Mamamoo         | Gewonnen  | [ 39 ]        |
| 2018 | Best Vocal Performance – Group  | Starry Night    | Nominiert | [ 38 ]        |
| 2018 | Song of the Year                | Starry Night    | Nominiert | [ 38 ]        |
| 2019 | Best Female Group               | Mamamoo         | Nominiert | [ 40 ]        |
| 2019 | Artist of the Year              | Mamamoo         | Nominiert | [ 40 ]        |
| 2019 | Worldwide Fans’ Choice Top 10   | Mamamoo         | Nominiert | [ 40 ]        |
| 2019 | Best Vocal Performance – Group  | Gogobebe        | Nominiert | [ 40 ]        |
| 2019 | Song of the Year                | Gogobebe        | Nominiert | [ 40 ]        |
| 2019 | Favorite Vocal Performance      | Mamamoo         | Gewonnen  | [ 41 ]        |
| 2020 | Artist of the Year              | Mamamoo         | Nominiert | [ 42 ] [ 43 ] |
| 2020 | Best Female Group               | Mamamoo         | Nominiert | [ 42 ] [ 43 ] |
| 2020 | Worldwide Fans’ Choice Top 10   | Mamamoo         | Gewonnen  | [ 42 ] [ 43 ] |
| 2020 | Song of the Year                | Hip             | Nominiert | [ 42 ] [ 43 ] |
| 2020 | Best Vocal Performance – Group  | Hip             | Gewonnen  | [ 42 ] [ 43 ] |

### Seoul Music Awards
| Jahr | Kategorie                      | Für     | Ergebnis   | Quelle        |
| ---- | ------------------------------ | ------- | ---------- | ------------- |
| 2015 | Bonsang Award                  | Mamamoo | Nominiert  |               |
| 2015 | New Artist Award               | Mamamoo | Nominiert  |               |
| 2015 | Popularity Award               | Mamamoo | Nominiert  |               |
| 2015 | Hallyu Special Award           | Mamamoo | Nominiert  |               |
| 2016 | Bonsang Award                  | Mamamoo | Nominiert  | [ 44 ]        |
| 2016 | Popularity Award               | Mamamoo | Nominiert  | [ 44 ]        |
| 2016 | Hallyu Special Award           | Mamamoo | Nominiert  | [ 44 ]        |
| 2017 | Daesang Award                  | Mamamoo | Nominiert  | [ 45 ]        |
| 2017 | Bonsang Award                  | Mamamoo | Gewonnen   | [ 46 ]        |
| 2017 | Popularity Award               | Mamamoo | Nominiert  | [ 45 ]        |
| 2017 | Hallyu Special Award           | Mamamoo | Nominiert  | [ 45 ]        |
| 2018 | Bonsang Award                  | Mamamoo | Nominiert  | [ 47 ]        |
| 2018 | Popularity Award               | Mamamoo | Nominiert  | [ 47 ]        |
| 2018 | Hallyu Special Award           | Mamamoo | Nominiert  | [ 47 ]        |
| 2018 | Tiktok Dance Performance Award | Mamamoo | Gewonnen   | [ 48 ]        |
| 2019 | Bonsang Award                  | Mamamoo | Gewonnen   | [ 49 ]        |
| 2019 | Popularity Award               | Mamamoo | Nominiert  | [ 50 ]        |
| 2019 | K-Wave Popularity Award        | Mamamoo | Nominiert  | [ 50 ]        |
| 2020 | Bonsang Award                  | Mamamoo | Gewonnen   | [ 51 ] [ 52 ] |
| 2020 | Popularity Award               | Mamamoo | Nominiert  | [ 51 ] [ 52 ] |
| 2020 | K-Wave Popularity Award        | Mamamoo | Nominiert  | [ 51 ] [ 52 ] |
| 2021 | Bonsang Award                  | Mamamoo | Ausstehend | [ 53 ]        |
| 2021 | Popularity Award               | Mamamoo | Ausstehend | [ 53 ]        |
| 2021 | K-Wave Popularity Award        | Mamamoo | Ausstehend | [ 53 ]        |

### Soribada Best K-Music Awards
| Jahr | Kategorie                          | Für     | Ergebnis  | Quelle |
| ---- | ---------------------------------- | ------- | --------- | ------ |
| 2017 | Daesang Award                      | Mamamoo | Nominiert | [ 54 ] |
| 2017 | Bonsang Award                      | Mamamoo | Gewonnen  | [ 55 ] |
| 2017 | Popularity Award                   | Mamamoo | Nominiert | [ 54 ] |
| 2018 | Bonsang Award                      | Mamamoo | Gewonnen  | [ 56 ] |
| 2018 | Popularity Award                   | Mamamoo | Gewonnen  | [ 56 ] |
| 2018 | Global Fandom Award                | Mamamoo | Nominiert | [ 57 ] |
| 2019 | Bonsang Award                      | Mamamoo | Gewonnen  | [ 58 ] |
| 2019 | Live Performance of the Year Award | Mamamoo | Gewonnen  | [ 58 ] |
| 2020 | Bonsang Award                      | Mamamoo | Gewonnen  | [ 59 ] |

### The Fact Music Awards
| Jahr | Kategorie          | Für     | Ergebnis | Quelle |
| ---- | ------------------ | ------- | -------- | ------ |
| 2018 | Artist of the Year | Mamamoo | Gewonnen | [ 60 ] |
| 2018 | Best Performer     | Mamamoo | Gewonnen | [ 60 ] |
| 2019 | Artist of the Year | Mamamoo | Gewonnen | [ 61 ] |
| 2020 | This Year’s Artist | Mamamoo | Gewonnen | [ 62 ] |

## International

### BreakTudo Awards
| Jahr | Kategorie          | Für     | Ergebnis  | Quelle |
| ---- | ------------------ | ------- | --------- | ------ |
| 2018 | K-pop Female Group | Mamamoo | Gewonnen  | [ 63 ] |
| 2019 | K-Pop Female Group | Mamamoo | Nominiert | [ 64 ] |
| 2020 | K-Pop Female Group | Mamamoo | Nominiert | [ 65 ] |

### MTV Europe Music Awards
| Jahr | Kategorie       | Für     | Ergebnis  | Quelle |
| ---- | --------------- | ------- | --------- | ------ |
| 2017 | Best Korean Act | Mamamoo | Nominiert | [ 66 ] |

### V Live Awards
| Jahr | Kategorie                        | Für     | Ergebnis  | Quelle |
| ---- | -------------------------------- | ------- | --------- | ------ |
| 2019 | Global Artist Top 10             | Mamamoo | Nominiert | [ 67 ] |
| 2019 | Channel with 1 million followers | Mamamoo | Nominiert | [ 67 ] |

## Sonstige Awards

### Grimae Awards
| Jahr | Kategorie              | Für     | Ergebnis | Quelle |
| ---- | ---------------------- | ------- | -------- | ------ |
| 2019 | Best Entertainer Award | Mamamoo | Gewonnen | [ 68 ] |

### KBrasil Music Awards
| Jahr | Kategorie        | Für      | Ergebnis | Quelle |
| ---- | ---------------- | -------- | -------- | ------ |
| 2019 | Best Group Vocal | Gogobebe | Gewonnen | [ 69 ] |

### Korean Popular Culture & Arts Awards
| Jahr | Kategorie                                               | Für     | Ergebnis | Quelle |
| ---- | ------------------------------------------------------- | ------- | -------- | ------ |
| 2019 | Minister of Culture, Sports, and Tourism’s Commendation | Mamamoo | Gewonnen | [ 70 ] |

## Musik-Shows

### Inkigayo
| Jahr | Datum             | Titel           |
| ---- | ----------------- | --------------- |
| 2016 | 6. März           | You're the Best |
| 2016 | 13. März          | You're the Best |
| 2018 | 18. März          | Starry Night    |
| 2018 | 25. März          | Starry Night    |
| 2018 | 1. April          | Starry Night    |
| 2019 | 31. März          | Gogobebe        |
| 2019 | 24. November      | Hip             |
| 2019 | 22. Dezember      | Hip             |
| 2019 | 29. Dezember 2019 | Hip             |

### M Countdown
| Jahr | Datum        | Titel           |
| ---- | ------------ | --------------- |
| 2016 | 10. März     | You're the Best |
| 2017 | 29. Juni     | Yes I Am        |
| 2017 | 6. Juli      | Yes I Am        |
| 2017 | 13. Juli     | Yes I Am        |
| 2018 | 15. März     | Starry Night    |
| 2018 | 22. März     | Starry Night    |
| 2018 | 2. August    | Egotistic       |
| 2019 | 21. März     | Gogobebe        |
| 2019 | 28. März     | Gogobebe        |
| 2019 | 21. November | Hip             |
| 2019 | 28. November | Hip             |
| 2020 | 19. November | Aya             |

### Music Bank
| Jahr | Datum        | Titel           |
| ---- | ------------ | --------------- |
| 2016 | 11. März     | You're the Best |
| 2016 | 18. März     | You're the Best |
| 2017 | 7. Juli      | Yes I Am        |
| 2018 | 16. März     | Starry Night    |
| 2019 | 29. März     | Gogobebe        |
| 2019 | 22. November | Hip             |

### Show Champion
| Jahr | Datum       | Titel           |
| ---- | ----------- | --------------- |
| 2016 | 9. März     | You're the Best |
| 2016 | 16. März    | You're the Best |
| 2017 | 28. Juni    | Yes I Am        |
| 2018 | 14. März    | Starry Night    |
| 2019 | 27. März    | Gogobebe        |
| 2019 | 4. Dezember | Hip             |

### Show! Music Core
| Jahr | Datum    | Titel    |
| ---- | -------- | -------- |
| 2017 | 1. Juli  | Yes I Am |
| 2019 | 30. März | Gogobebe |

### The Show
| Jahr | Datum        | Titel           |
| ---- | ------------ | --------------- |
| 2016 | 15. März     | You're the Best |
| 2016 | 29. November | Décalcomanie    |
| 2017 | 27. Juni     | Yes I Am        |
| 2018 | 13. März     | Starry Night    |
| 2018 | 20. März     | Starry Night    |
| 2018 | 24. Juli     | Egotistic       |
| 2019 | 19. März     | Gogobebe        |